# Lijst van Chinese kunstschilders
Dit is een lijst van Chinese kunstschilders. Het is een selectie van de belangrijkste schilders die in China zijn geboren of hier voornamelijk actief waren.

## Zes Dynastieën(220–589)

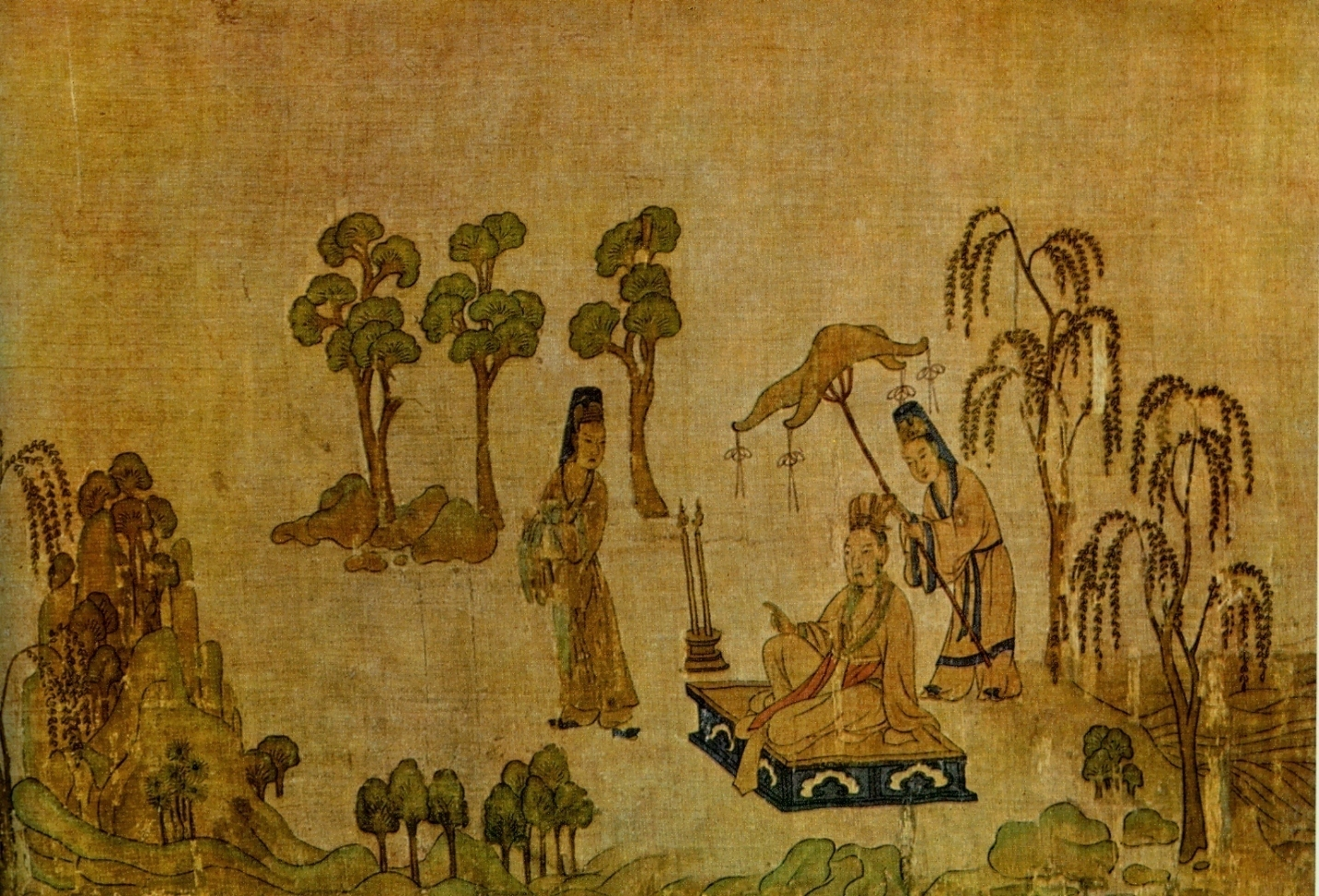
Nimf van de rivier de Luo (detail)
- Gu Kaizhi

- Cao Buxing (fl. ca. 210–250)
- Dai Kui (ca. 326–ca. 396)
- Gu Kaizhi (ca. 344–ca. 406)
- Zong Bing (375–444)
- Xie He (fl. 5e eeuw)
- Lu Tanwei (fl. 465–472)
- Zhang Sengyou (fl. 500–550)
- Zhan Ziqian (ca. 550–604)

## Tang-dynastie(618–906)
- Yan Liben (ca. 601–673)
- Li Sixun (651–716)

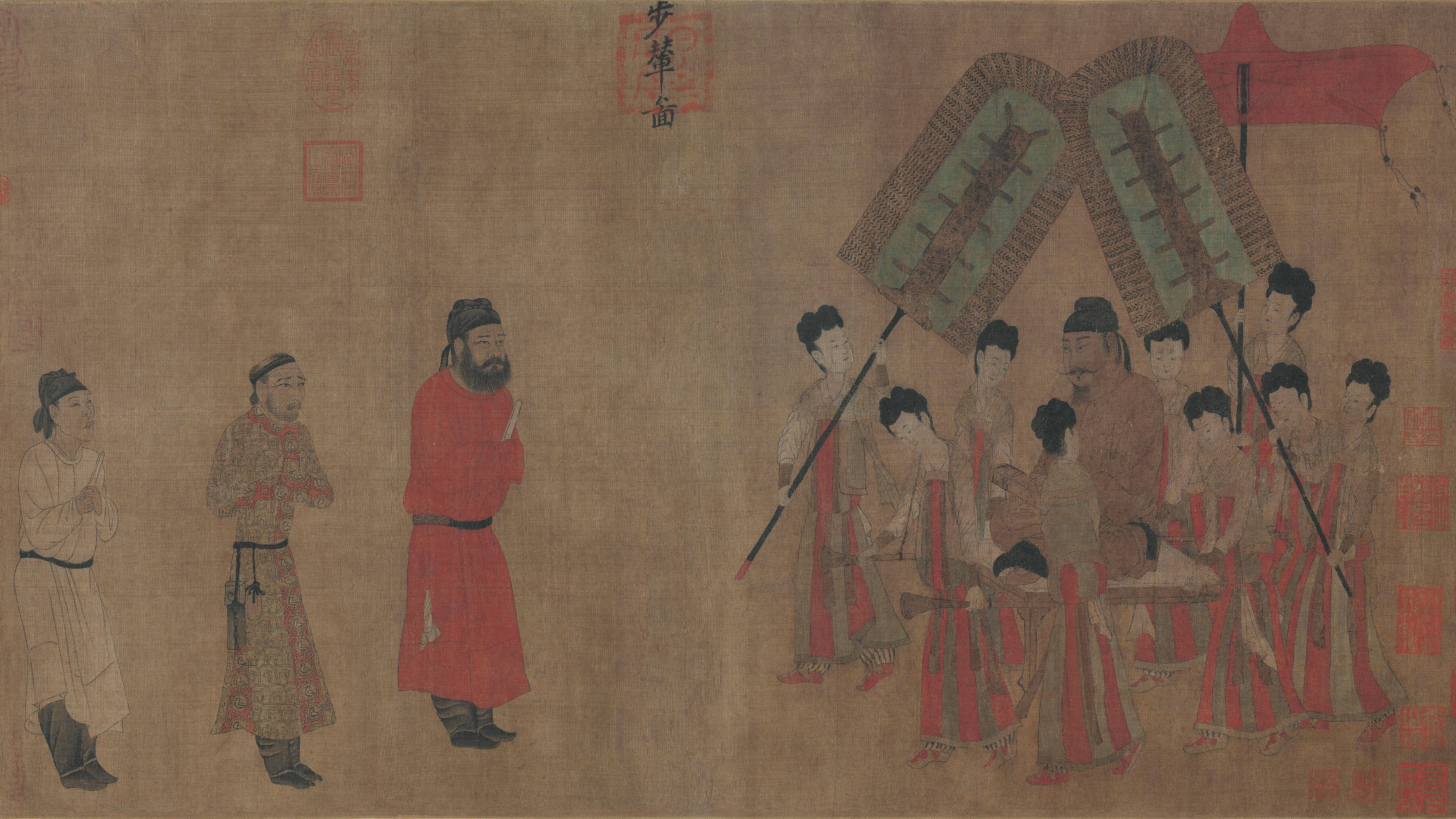
Keizer Taizong verleent audiëntie aan Gar, ambassadeur van Tibet
- Yan Liben

- Weichi Yiseng (fl. laat 7e, begin 8e eeuw)
- Li Zhaodao (fl. begin 8e eeuw)
- Cao Ba (694–?)
- Wang Wei (699–759)
- Wu Daozi (ca. 680–759)
- Zhang Xuan (713–755)
- Han Gan (ca. 715–781)
- Han Huang (723–787)
- Wang Qia (Wang Mo) (?–ca. 805)
- Gu Kuang (ca. 725–ca. 814)
- Zhou Fang (ca. 730–800)
- Zhang Yanyuan (815–?)
- Guanxiu (832–912)

## Vijf Dynastieën en Tien Koninkrijken(907–960)

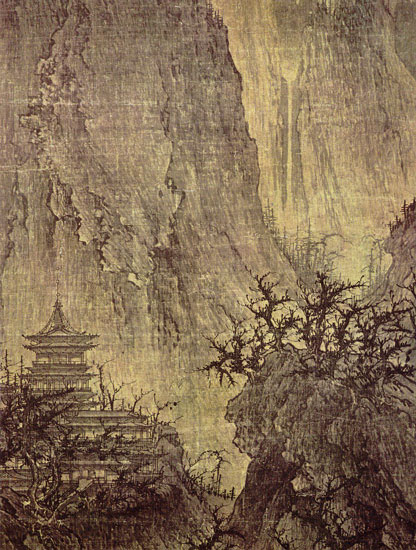
Boeddhistentempel in de bergen
- Li Cheng

- Jing Hao (ca. 870–925)
- Huang Quan (ca. 900–965)
- Guan Tong (fl. ca. 907–923)[1]
- Zhou Wenju (917–975)
- Li Cheng (919–967)[1][2]
- Xu Xi (937–975)
- Gu Hongzhong (937–975)
- Dong Yuan (ca. 934–ca. 962)[2]
- Shi Ke (?–975)
- Juran (fl. 960–985)
- Zhao Chang (fl. 10e eeuw)

## Song-dynastie(960–1270)
- Fan Kuan (ca. 960–1030)[1][2]
- Yan Wengui (967–1044)
- Xu Daoning (ca. 970–1051)
- Yi Yuanji (ca. 1000–ca. 1065)
- Song Di (ca. 1015–ca. 1080)
- Wen Tong (1019–1079)
- Guo Xi (ca. 1020–ca. 1090)
- Qu Ding (ca. 1023–ca. 1056)
- Su Shi (1036–1101)
- Wang Shen (ca. 1036–ca. 1093)
- Huang Tingjian (1045–1105)
- Li Gonglin (ca. 1049–1106)
- Li Tang (ca. 1050–1130)[3]
- Mi Fu (1051–1107)
- Xu Congsi (actief 11e eeuw)
- Mi Youren (1086–1165)

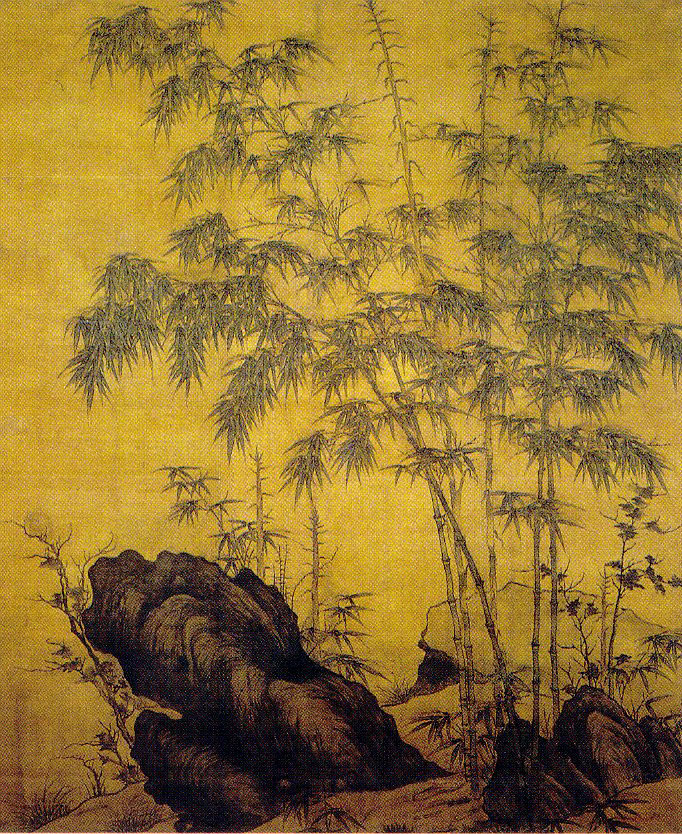
Bamboe en rotsen
- Li Kan

- Zhao Danian (Zhao Lingrang) (fl. ca. 1080–1100)
- Keizer Song Huizong (1082–1135)
- Zhang Zeduan (1085–1145)
- Li Congshun (fl. 1120–1160)
- Wang Ximeng (1096–1119)
- Yang Wujiu (Yang Buzhi) (1097–1169)
- Su Hanchen (1101–1161)
- Ma Hezhi (fl. ca. 1131–1162)
- Wang Tingyun (1151–1202)
- Ma Yuan (ca. 1160–1225)[3]
- Li Song (1166–1243)
- Liu Songnian (1174–1224)[3]
- Wuzhun Shifan (1177–1249)
- Ma Lin (ca. 1180 – na 1256)
- Xia Gui (1195–1224)[3]
- Zhao Mengjian (1199–1295)
- Chen Rong (ca. 1200–1266)
- Liang Kai (vroeg 13e eeuw)
- Muqi Fachang (ca. 1210–ca. 1269)

## Yuan-dynastie(1279–1368)

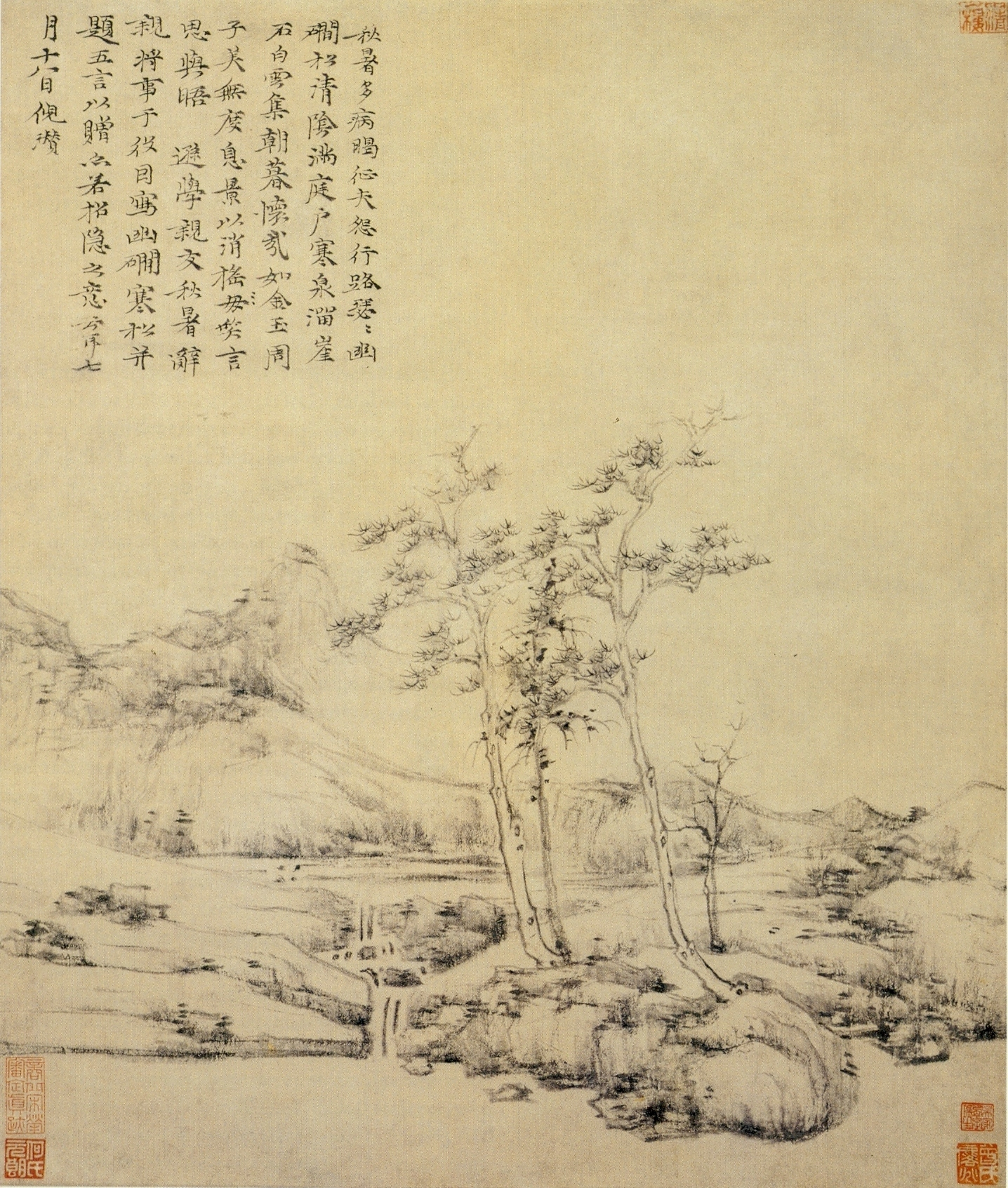
Den langs de afgelegen koude stroom
- Ni Zan

- Qian Xuan (1235–1305)
- Li Kan (ca. 1245–1320)
- Gao Kegong (1248–1310)
- Zhao Mengfu (1254–1322)
- Ren Renfa (1255–1328)
- Chen Lin (ca. 1260–1320)
- Guan Daosheng (1262–1319)
- Huang Gongwang (1269–1354)[4]
- Sheng Mao (1271–1368)
- Wu Zhen (1280–1354)[4]
- Li Shixing (ca. 1282–1328)
- Wang Mian (1287–1359)
- Zhao Yong (1289–1360)
- Gu An (ca. 1289–na 1365)
- Ke Jiusi (ca. 1290–1343)
- Ni Zan (1301–1374)[4]
- Wang Meng (1308–1385)[4]
- Wang Yi (ca. 1333–?)

## Ming-dynastie(1368–1644)

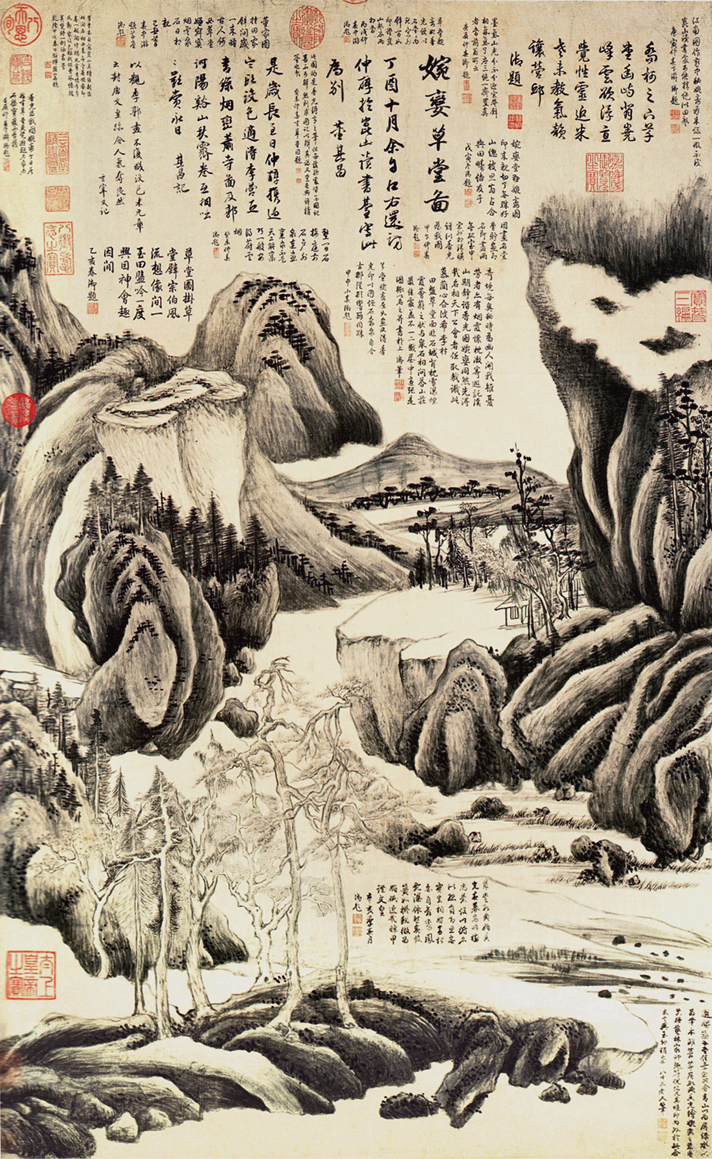
Rieten hal van Wanluan
- Dong Qichang

- Sun Long (?–?)
- Bian Jingzhao (ca. 1356–ca. 1428)
- Wang Fu (ca. 1362–1416)
- Dai Jin (1388–1462)
- Xia Chang (1388–1470)
- Du Qiong (1396–1474)
- Liu Jue (1410–1472)
- Chen Lu (14e eeuw)
- Zhang Shunzi (14e eeuw)
- Lin Liang (ca. 1424–1500)
- Shen Zhou (1427–1509)[5]
- Du Jin (fl. ca. 1465–1509)
- Guo Xu (1456–ca.1529)
- Wu Wei (1459–1508)
- Zhou Chen (1460–1535)
- Zhang Lu (1464-1538)
- Tang Yin (1470–1523)[5]
- Wen Zhengming (1470–1559)[5]
- Lü Ji (ca. 1477–?)
- Chen Chun (1483–1544)
- Xie Shichen (1487–na 1567)
- Qiu Ying (ca. 1494–1552)[5]
- Lu Zhi (1496–1576)
- Wen Jia (ca. 1501–1583)
- Jiang Song (vroeg 16e eeuw)
- Xu Wei (1521–1593)
- Ding Yunpeng (1547–1621)
- Li Shida (1550–1620)
- Dong Qichang (1555–1636)[6]
- Chen Jiru (1558–1639)
- Cheng Jiasui (1565–1643)[6]
- Li Liufang (1575–1629)[6]
- Bian Wenyu (ca. 1576–1655)[6]
- Hu Zhengyan (ca. 1584–1674)
- Lan Ying (1585–1664)
- Shao Mi (ca. 1592–1642)[6]
- Ni Yuanlu (ca. 1593–1644)
- Cui Zizhong (ca. 1594–1644)
- Xiao Yuncong (1596–1673)
- Yang Wencong (1596–1646)[6]
- Xiang Shengmo (1597–1658)
- Chen Hongshou (1599–1652)

## Qing-dynastie(1644–1912)
- Wang Zhirui (?–1657)[7]
- Wang Shimin (1592–1680)[6][8]
- Wang Jian (1598–1677)[6][8]
- Wu Hong (17e eeuw)
- Zhang Xuezeng (fl. 17e eeuw)[6]
- Cheng Zhengkui (1604–1670)
- Cheng Sui (1605–1691)
- Hong Ren (1610–1664)[7][9]
- Kun Can (1612–1673)[9]
- Zha Shibiao (1615–1698)[7]
- Fan Qi (1615/1616–ca. 1694)[10]
- Gong Xian (ca. 1618–1689)[10]
- Mei Qing (ca. 1623–1697)
- Bada Shanren (Zhu Da) (1626–1705)[9]
- Wang Hui (1632–1717)[8]
- Wu Li (1632–1718)[8]
- Yun Shouping (1633–1690)[8]
- Zou Zhe (1636–ca. 1708)[10]
- Sun Yi (fl. 1630-1650)[7]
- Shitao (1642–1707)[9]
- Wang Yuanqi (1642–1715)[8]
- Yu Zhiding (1647–1709)
- Ye Xin (actief ca. 1650–1680)[10]
- Gao Qipei (1660–1734)
- Chen Shu (1660–1736)
- Wang Yu (1662-1750)[11]
- Shangguan Zhou (1665–1750)
- Jiang Tingxi (1669–1732)
- Yuan Jiang (ca. 1671–ca. 1746)
- Wu Hong (actief ca. 1670–1690)[10]
- Gao Cen (actief rond 1670)[10]
- Leng Mei (ca. 1677–1742)
- Hu Zao (actief rond 1680)[10]
- Xie Sun (actief rond 1680)[10]
- Hua Yan (1682–1765)
- Gao Fenghan (1683–1748)
- Bian Shoumin (1684–1752)
- Wang Shishen (1686–1759)[12]
- Zou Yigui (1686–1772)
- Li Shan (ca. 1686–1756)[12]
- Huang Shen (1687–1772)[12]
- Jin Nong (1687–1764)[12]

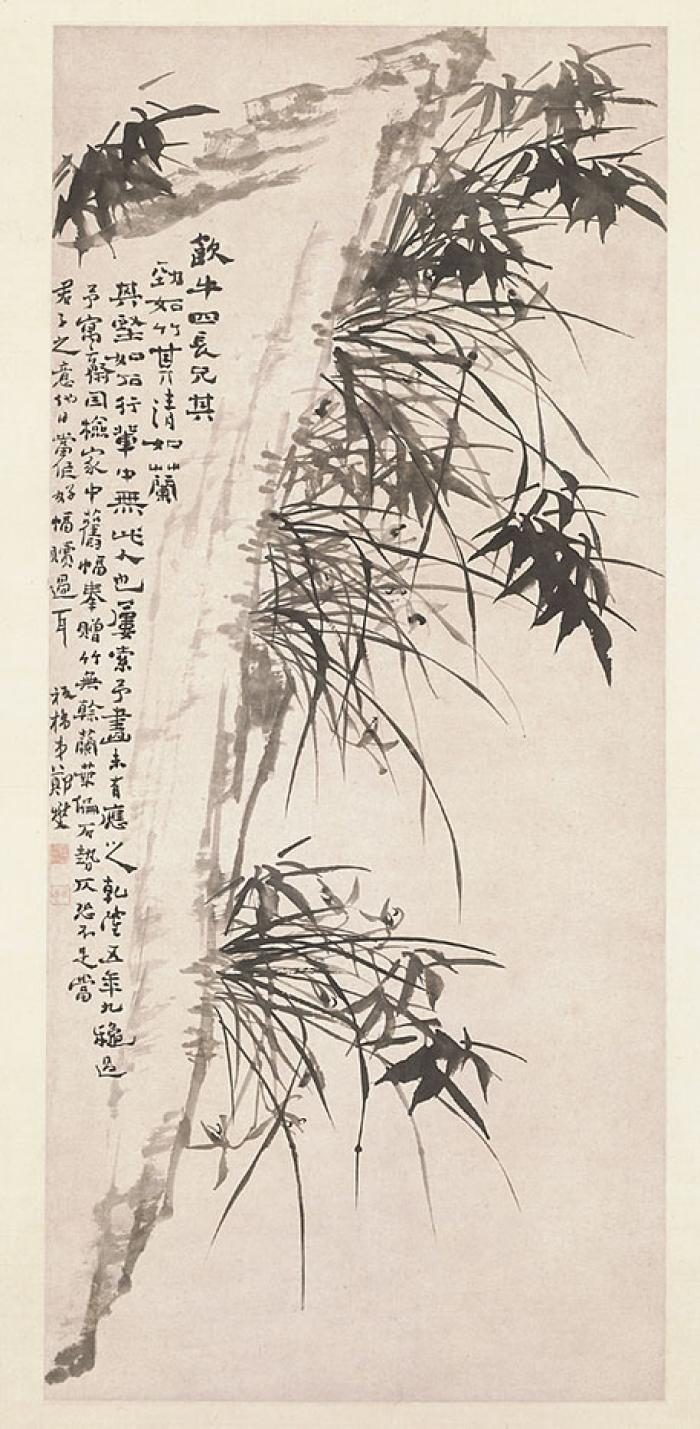
Orchideeën, bamboe en rots
- Zheng Xie

- Giuseppe Castiglione (Lang Shining) (1688–1768)
- Gao Xiang (1688–1753)[12]
- Yang Fa (1688–1785)
- Jiao Bingzhen (1689–1726)
- Yuan Jiang (ca. 1690–1724)
- Zheng Xie (1693–1765)[12]
- Li Fangying (1696–1755)[12]
- Ma Quan (fl. 18e eeuw)
- Xu Yang (1712–na 1777)
- Wang Chen (1720- 1797)[11]
- Min Zhen (1730–?)
- Luo Ping (1733–1799)[12]
- Ding Guanpeng (fl. 1726–1770)
- Wang Su (fl. 1733-1786)[11]
- Wang Jiu (1745-1798)[11]
- Tang Yifen (1778–1853)
- Ju Chao (1811–1865)
- Ren Xiong (1823–1857)
- Xugu (1824–1896)
- Ju Lian (1828–1904)
- Zhao Zhiqian (1829–1884)
- Pu Hua (1832–1911)
- Ren Xun (1835–1893)
- Ren Bonian (1840–1896)
- Wu Changshuo (1844–1927)
- Ren Yu (1853–1901)

## Moderne tijd (vanaf 1912)

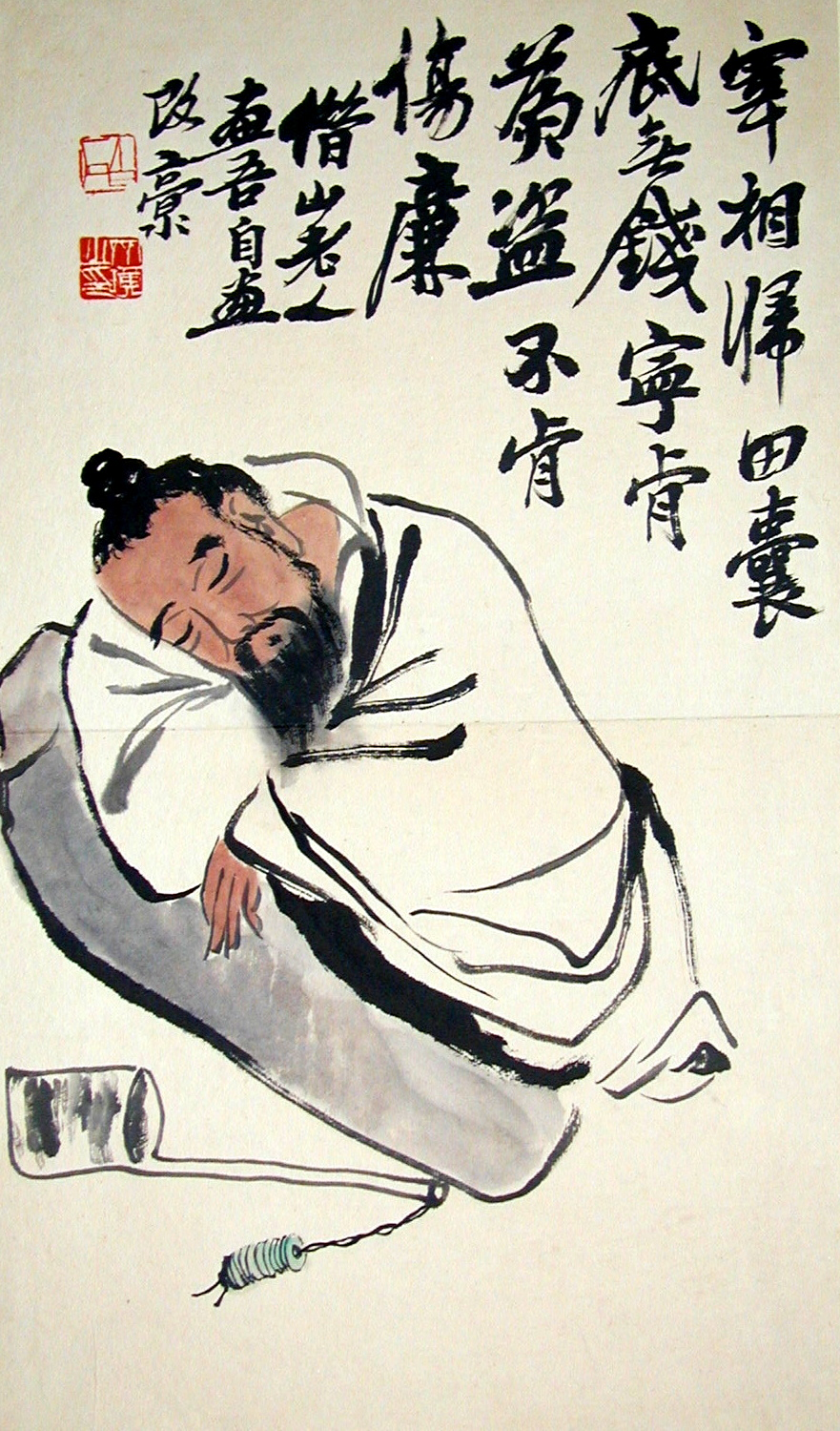
Diefstal van een wijnvat
- Qi Baishi

- Qi Baishi (1864–1957)
- Huang Binhong (1865–1955)
- Wang Zhen (1867–1938)
- Chen Shizeng (1876–1923)
- Gao Jianfu (1879–1951)
- Chen Shuren (1884–1948)
- Gao Qifeng (1889–1933)
- He Tianjian (1891–1977)
- Zhu Qizhan (1892–?)
- Xu Beihong (1895–1953)
- Pu Xinyu (1896–1963)
- Liu Haisu (1896–1994)
- Chen Zhifo (1896–1962)
- Pan Tianshou (1897–1971)
- Feng Zikai (1898–1975)
- Li Kuchan (1898–1983)
- Qian Songyan (1898–1985)
- Zhang Daqian (1899–1983)
- Ong Schan Tchow (1900–1945)
- Lin Fengmian (1900–1991)
- Fu Baoshi (1904–1965)
- Zhao Shao'ang (1905–1998)
- Wang Jiqian (1907–?)
- Li Keran (1907–1989)
- Xie Zhiliu (1910–1997)
- Li Xiongcai (1910–2001)
- Guan Shanyue (1912–2000)
- Wei Zixi (1915–2002)
- Lui Shoukun (1919–1975)
- Wu Guanzhong (1919–2010)
- Song Wenzhi (1919–1999)
- Zao Wou-Ki (1920–2013)
- Cheng Shifa (1921–2007)
- I-Hsiung Ju (1923–2012)
- Huang Yongyu (1924)
- Ya Ming (1924–2002)
- Walasse Ting (1929–2010)
- Liu Guosong (1932)
- Ho Kan (1932)
- He Huaishuo (1941)
- Chen Yifei (1946–2005)
- Zhou Chunya (1955)
- Cai Guo–Qiang (1957)
- Wang Guangyi (1957)
- Zhang Xiaogang (1958)
- Yan Pei–Ming (1960)
- Yue Minjun (1962)
- Liu Xiaodong (1963)
- Fang Lijun (1963)
- Zeng Fanzhi (1964)
- Liu Ye (1964)
- Zhao Yongbo (1964)
- Shaoqiang Chen (1981)